# Иво Робић
Иво Робић, (Гарешница, 28. јануар 1923 — Ријека, 9. март 2000), био је популарни југословенски и хрватски певач поп мелодија, пионир поп музике и први који је започео велику међународну каријеру. Његова плоча Morgen, 1958. године продата је у два милиона примерака, па је због тога добио надимак Мистер Морген. Каријеру је завршио као један од најуспјешнијих хрватских певача забавне музике свих времена.

## Биографија
Иво Робић је рођен у породици дворског чиновника, који је уз музику такође волео музику и руководио је тамбурашким оркестром. Тако је Робић од малена певао у хору и свирао виолину. У средњој школи у Бјеловару, где се породица преселила, основао је мали бенд са којим је радио аматерски.

### Почеци
По завршетку средње школе, 1943. године, отишао је у Загреб на студије права, али је убрзо почео да пева у загребачким баровима уз тада популарне загребачке оркестре. После радио аудиције, одржане у јесен 1943. године, на којој је отпевао песму Марија Кинела Снијежи, почео је уживо да пева у програму Државног радија (Државна круговална постаја Загреб). Када је, 1943. године, капитулирала  Италија у Независној Држави Хрватској је проглашена мобилизација и Робић је регрутован, али је успео да уђе у образовни батаљон Одељења за образовање Министарства оружаних снага НДХ, што је био елегантан начин да избегне одлазак на фронт. После тога појавио се у бројним емисијама Државног радија, а посебно у серијалу Хрватски војник, 2 пута дневно.
По завршетку рата, 1945. године, прилике за младог хит певача нису биле велике. Југославија је била у сукобу са својим бившим западним савезницима, због кризе око Трста, Корушке и грчког грађанског рата, али је Робић, чак и у таквим условима, наставио да се бави музиком. Пева у Опатији, организује концерт у позоришту, али пролази лоше, јер су у то време у Опатији владали италијански оркестри. Од 1946. поново пева на Радио Загребу. Исте године, 18. априла жени се Мартом Голеш, са којом ће остати до смрти, и која му је била више од супруге - менаџерка и "десна рука". Брачни пар Робић је кратко време 1949. живео у Марибору, где је Робић наступао на локалном радију, али је исте године добио летњи посао у хотелу Таласотерапија у Цриквеници, а већ 1950. у Опатији на тераси чувеног хотела Кварнер, који је с временом постао његов заштитни знак и где је, с кратким прекидима, певао готово до краја 80-их. У то време (1949) снима свој први албум - Ти ни не знаш / Кад звјездице, за новоосновану музичку кућу Југотон.

### Пробој у међународне воде
Летњи наступи у Опатији донели су му први инострани ангажман. Наступ 1955. године толико је импресионирао власника ноћног клуба из баварског градића Хоф, да је Робића ангажовао и за свој клуб. Тако је Робић први пут отишао у Немачку, где је остао седам месеци и стекао драгоцено искуство за каснији пробој на то тржиште. Следећа година донела је Робићу још једну сјајну прилику. Представници чехословачке дискографске куће Супрафон (Supraphon), која је тада била име у свету дискографије, дошли су 1956. године у Београд, како би пронашли извођаче за своју кућу. Изабрали су Иву Робића и он је одмах искористио шансу и исте године снимио сингл плочу Vaš dum šel spat. Сарадња с прашким Супрафоном трајала је годинама, а Робић је између 1956. и 1965. објавио 55 синглова, већином издања популарних хитова тог доба.
Година 1957. такође је била добра за Робића, када га је источнонемачки музички менаџер изабрао да заједно са београдском певачицом Лолом Новаковић наступи на Сајму у Лајпцигу, као представник Југославије.
Сви ови успеси импресионирали су људе из хамбуршке дискографске куће Полидор (Polydor), тако да је крајем 1958. Робић добио позив за пробно снимање. После потписивања уговора, 4. фебруара 1959. снимио је композицију Morgen, швајцарског композитора Петера Мозера (Peter Moesser), у аранжману и уз пратњу оркестра Берта Кемпферта (Bert Kaempfert). Композиција Morgen је Робића убацила међу тадашње музичке звезде. За мање од годину дана сингл Сутра донео је Робићу Златну плочу музичке куће Полидор и Бронзаног лава Радио Луксембурга, тада веома популарне и утицајне радио станице. Композиција Morgen је заузимала високе позиције на топ-листама тада познатих музичких часописа - 21. септембра 1959. нашла се и на 13. месту Билбордове Топ 40, а 7. новембра исте године на 23. месту британске топ листе New Musical Express.
После успеха са композицијом Morgen Робић је наставио сарадњу са Бертом Кемпфертом, који је у то време имао један од водећих оркестара у Немачкој. Заједно су снимили један ЛП и 14 сингл плоча за кућу Полидор. Велики успеси Робића били су и: Muli Song, (Биллборд #58, 1960. ), 17 fängt das Leben erst an, Rot is der Wein и Fremde in der Nacht (Странац у ноћи). За песму Странац у ноћ постоји прича да је дело самог Иве Робића, а према причи његове супруге Марте, он је ту песму послао на Сплитски фестивал, али није прошла избор. Ауторство је наводно оставио Берту Кемпферту, а песму је дао Франк Синатри, који је са њом 1966. године доживео планетарни успех.
Робић је кренуо у освајање америчког тржишта песмом Morgen, коју је за америчко тржиште објавила дискографска кућа Лори (Laurye). Уговорио је наступе у тада чувеном шоу програму Perry Como Show америчке ТВ компаније Ен-Би-Си (NBC) и кренуо на турнеју дугу три и по месеца. Такође је наступао у на бројним више или мање познатим емисијама и на концертима. Међутим, пробој на америчко тржиште показао се као превише тежак залогај, упркос чињеници да је Morgen прва песма на немачком језику која је достигла високо место на америчким топ-листама. После тог покушаја Робић је одустао од Америке и касније тамо одлазио углавном да пева емигрантима.

### Каријера у Југославији
Истовремено са иностраном, Робић је успешно изградио каријеру и у Југославији. Педесетих година био је радијска звезда, а његови преводи популарних хитова могли су се чути свакодневно - Мама Хуанита (из филма Један дан живота) и Са песмом у срцу (из филма Младић са трубом). У то време обновио је сарадњу са композитором и текстописцем Маријом Кинелом, па су издали домаће хитове; Узалуд плачеш, Ко диван сан, Чежња, Јадран у ноћи (1953), Само једном се пољуби и Срце лаку ноћ (1956). Тада су почели да се организују бројни домаћи фестивали. На првом Загребфесту 1953. године победио је са песмом Љубе Кунтарића Та твоја рука мала, која је постала велики хит.
После тога је уследио успех на првом Опатијском фестивалу 1958. где је победио са песмом Мала девојчица, у дуету са тада тинејџерком Зденком Вучковић. Ова песма није се скидала са радио програма тих година. Робић је наставио успешну домаћу каријеру и током 60-их. Успјешно је наступио на Сплитском фестивалу 1963. године са песмом Моја кала, а запажен је био и његов дует са Аницом Зубовић Црне мараме. Касније, током 1964. освојио је загребачку фестивалску публику песмом Голубови и поново 1965. певајући песму посвећену Загребу Због чега те волим, која је надмоћно победила.
Шездесете су биле врхунац каријере Иве Робића, када се први пут појавио у филму Љубав и мода београдског редитеља Љубомира Радичевића.
Крајем 60-их и почетком 70-их дошло је до промене музичког укуса у домаће публике, од до тада популарних шлагера и великих ревијалних оркестара, млађа публика се окреће бит-ансамблима са три гитаре и бубњевима.
Чини се да Робић схвата да му време пролази, па се више окреће наступима на регионалним фестивалима у Крапини, Славонији и на Кварнеру. За њих пише сопствене песме, путује на бројне и честе турнеје по Немачкој, Америци и Аустралији, а гостује и на телевизији.

### Робић као композитор
Иво Робић почео је да компонује 50-их година у Државној музичкој школи у Загребу. Међу његовим најпознатијим композицијама су Родни мој крају (1947), Срце, лаку ноћ (1954), Само једном се љуби (1957) и Мужикаши (1966). Иво Робић био је веома свестран музичар, свирао је клавир, саксофон, кларинет, флауту и контрабас.

## Приватни живот
У приватном животу Робић јеживeо мирно повучено на релацији Загреб - Опатија, која му је постала други дом, све до 60-их, када је саградио кућу у Ичићима. Целог живота је живео у складном браку са супругом Мартом, која је преминула 2. јануара 2007. године, у 87 години живота.
Како нису имали потомства, Марта и Иво Робић су своју кућу у Ичићима оставили Цркви. Када су обнављали брачне завете, земљиште и кућу оставили су као задужбину Ријечкој надбискупији. Како у Ичићима нема жупне цркве, а на окућници виле није била дозвољена градња, кућа Иве и Марте Робић преуређена је у капелу св. Ивана од Бога. После његове смрти избио је скандал око његове имовине. Његови блиски рођаци, браћа Рајко и Мирослав, покушали су да оповргну његов тестамент, који је саставио три дана пре смрти, на болесничкој постељи.
Иво Робић Сахрањен је на загребачком гробљу Мирогој.

## Награде и признања
Иво Робић био је почасни председник Хрватске глазбене уније.
Међу бројним наградама истичу се:
- Награда Јосипа Штолцера Славенског за музичку уметност (1981)
- Награда Порин за животно дело (1997)

## Дискографија

### Записи издати у Југославији
Ово није потпуна листа, већ избор, све плоче објавио је Југотон, осим оних на којима је издавач наведен.

#### Сингле и ЕП плоче
- 1949. Ти ни не слутиш / Кад звјездице мале
- 1950. Ритам весеља
- 1951. Серенада Опатији
- 1952. Siboney
- 1953. Та твоја рука мала
- 1953. La Paloma
- 1954. Та твоја рука мала
- 1956. Некада сам и ја волио плаво цвијеће
- 1956. Само једном се љуби - C-6499
- 1957. Que sera sera
- 1958. Прва љубав / Само једном се љуби - SY 102
- 1958. Granada / Mexico - SY 1027
- 1958. Мала дјевојчица / Кућица у цвећу - SY 1038
- 1959. Као прије (Come prima) / Taccani
- 1961. У мом срцу / Лијепа земљо моја - EPY 3008
- 1961. Само једном се љуби / Ја ћу доћ... / Не плачи / За тобом чезнем - EPY 3026
- 1961. Кроз Далмацију с Ивом Робићем - EPY 3110
- 1962. Орфејева пјесма / Marjolaine / I Sing Amor / Јесен на Зрињевцу - EPY 3072
- 1963. La paloma (Бијели голуб) / Адио, Маре - SY 1188
- 1964. Седамнаестогодишњој / Поздрав на растанку / Мој сунчани кут / Sucu-sucu - EPY 3122
- 1964. "08" Ching - Ching - Ching / Једном ћеш схватити / Adios, amigo / Знам да припадаш другоме - EPY 3294
- 1967. Странци у ноћи / Волим те / Лијеп је наш дан / У нама - EPY 3779
- 1968. Дуго топло љето / Ти и ја / Свијет иза нас / Серенада Опатији - EPY 3981
- 1968. У плаво јутро / Пјесма за тебе / Ја желим /Зашто те толико волим - EPY 4106
- 1970. Нитко није сретнији од мене / Ријечко вече - SY 1621
- 1970. Daj, otpri obločec / Најлепше речи - SY 1662
- 1971. Тко је знао / Ти мени значиш све - SY 11877
- 1971. Граде мој / Заљубљен у свој град - SY 21836
- 1974. Ти никад заборавит нећеш / Куда сад - SY 22731

#### ЛП записи
- 1956 Пјева Вам Иво Робић - LPM 12
- 1957 Каубојске песме - LPM 13
- 1959 Иво Робић уз Забавни оркестар Ферде Помyкала - LPY 44
- 1963 Иво Робић и оркестар Крешимира Облака, Југотон - LPY 625
- 1965. Јубиларни концерт, Југотон - LPY 658
- 1969. Милион и прва плоча - LPVY S 778
- 1972. Иво Робић Пјева мелодије Ненада Грцевича - LSY 60966
- 1976. Сав свијет је тво - LSY 61233
- 1977. 18 златних хитова - LSY 61362
- 1984. Жуто лишће јесени - LSY 61970
- 2001. Пјева Вам Иво Робић - Изворне снимке 1949-1959, Croatia Records - CD 5413530
- 2002. 20 златних успјеха, Croatia Records - CD D 5 04789 6
- 2006. The Platinum Collection, Croatia Records - 2CD 5706526
- 2007. Mister Morgen, Croatia Records -ЦД 5729687

### Плоче објављене у Немачкој
Ово није потпуна листа, већ избор

#### Сингле и ЕП плоче
- 1959. Morgen / Ay, Ay, Ay Paloma - Polydor 23 923
- 1959. Rhondaly / Muli-Song - Polydor 24 138
- 1960. Endlich / So allein - Polydor 24 234
- 1960. Mit 17 fängt das Leben erst an (Save the Last Dance for Me) / Auf der Sonnenseite der Welt - Polydor 24 405
- 1961. Tiefes blaues Meer / Wenn ich in deine Augen schau - Polydor 24 540
- 1962. Jezebel / Glaub' daran - Polydor 24 672
- 1962. Ein ganzes Leben lang / Ich denk' nur an's Wiedersehen - Polydor 24 897
- 1963. Danke schön! / Geh' doch nicht vorbei - Polydor 52 001
- 1963. Danke schön! / Traumlied - Polydor 52 160
- 1964. Hochzeit in Montania / Laß' dein little Girl nie weinen - Polydor 52 352
- 1964. Sonntag in Amsterdam / Zuhause, wieder zuhause sein - Polydor 52 249
- 1966. Fremde in der Nacht / Wiederseh'n - Polydor 52 708
- 1966. Rot ist der Wein / Wer so jung ist wie du - Polydor 52 637
- 1967. Die Welt war schön / Geh nicht vorbei - Polydor 52 875
- 1969 Geh doch nicht am Glück vorbei / Wer das Wunder kennt - Polydor 53 157 .
- 1971. Ich zeig' Dir den Sonnenschein / Die erste Liebe im Leben - Polydor 2041 160

#### ЛП запис
- 1959. Seine Grosse Erfolge - Polydor LSY LPHM 84045
- 1966. Mit 17 fängt das Leben erst an, Polydor 2416 227
- 1966. Schlager-Erinnerungen mit Ivo Robić - Karussell 535 005
- 1968. Ivo Robić: Singt Kaempfert Erfolge - Polydor 249 270 LP
- 1968. Gold stucke - Karussell 2876036
- 1969. Unvergessene Hits - Polydor 31 909 5
- 1972. Ihre schönsten schlager - Luxor Gold 41030
- 2006. Singt Bert Kaempfert - Bear Family BCD 16737 AH

### Записи издани у Чехословачкој
Ово није потпуна листа, већ избор

#### Сингле и ЕП плоче
- 19??. Diana / Buena Sera - SUN 45018
- 195?. Ivo Robič (How high is the moon / Day by day / Someone to wathch over me / Answer me) - SU 1051
- 1959. Ivo Robič sings in English (So in love / Memory / The nearness of you / I only have eyes for you) - SUED 1066K
- 19??. Ivo Robič (Blueberry Hill / The sunflower / You, me and us / Cindy, oh Cindy) - SUED 1067K
- 19??. Ivo Robič sings (Unchained Melody  / Whatever will be, will be / Good Night / Wake The Town And Tell) SUK 33388
- 1965. Love songs with Ivo Robič (Love Me Tender / All Alone Am I / Una Lacrima Sol Viso / Uno Per Tutto) SUK 36195

#### ЛП запис
- 1959. Hit Parade, Supraphon - SUB 13070
- 196? Hit Parade, Supraphon - SUB 13070

## Фестивали
Опатија:
- Мала дјевојчица (Тата, купи ми ауто), (дует са Зденком Вучковић), победничка песма, '58
- Бијела ружа / Молба вјетру (дует са Аницом Зубовић), '58
- Мала авантура / Подијели са мном сунца сјај (алтернација са Радославом Граићем) / Аутобус Калипсо (дует са Бети Јурковић), '59
- Магистрала / Кад' сретнеш ме некад, '60
- Негдје далеко / Она је најљепша била / Ти, којој стихове пјевам (алтернација са Надом Кнежевић), '61
- Не затварај прозоре (алтернација са Надом Кнежевић) / На Калемегдану (алтернација са Душаном Јакшићем), '62
- Не тугуј, дјевојко (алтернација са Аном Штефок) / Њежна пјесма (алтернација са Вице Вуковим), Море (дует са Зденком Вучковић), '64
- Нека то не буде у пролеће (алтернација са Љиљаном Петровић) / Балада о једној љубави (алтернација са Ладом Лесковаром), '66
- Мак в пољу (алтернација са Бојаном Кодричем), '67
- Дивно је, '73

Сплит:
- Човјек од соли (алтернација са Арсеном Дедићем) / Моја кала, '63
- Гитара / Марице, врати се (дует са Зденком Вучковић), трећа награда стручног жирија, '64
- Бонаца / Рива у ноћи (дует са Зденком Вучковић), / Док траје љето (дует са Марушком Шинковић), '65
- Сплит, ти и ја / Стара серенада, '66
- Море, '70
- Једног' дана, '72
- Тихо, тихо, '74

Загреб:
- Та твоја рука мала, победничка песма, '53/54
- Ја пјевам теби сваке ноћи, '55
- Ако нећеш да те љубим, победничка песма, '56
- Љубав или шала, победничка песма (алтернација са Габи Новак), '59
- Крај старог млина (алтернација са Тонијем Кљаковићем), '59
- Сад лаку ноћ (алтернација са Тонијем Кљаковићем), '59
- Мештровићев зденац, победничка песма (алтернација са Габи Новак), '60
- Чему ти (алтернација са Тонијем Кљаковићем), '60
- Писано у ноћи (алтернација са Габи Новак), награда стручног жирија, '61
- Шумите јаблани (алтернација са Бети Јурковић), '61
- Рибарева чежња, '62
- Подокница у Загребу (Вече шансона), '62
- Голубови, друга награда публике Сребрна птица, '64
- Због чега те волим, победничка песма (алтернација са Марком Новоселом), '65
- Пролази све (алтернација са Џимијем Станићем), '65
- Паркови (Вече шансона), '65
- Рођендан / Серенада Загребу / Теби, граде мој, '66
- Живот, то смо ми (алтернација са Габи Новак), '68
- Љубавне бесмислице (дует са Елвиром Воћа), '68
- Немој чекати, '69
- Заљубљен у свој град, '71
- Ноћ у моме граду, '72
- Ти никад' заборавит' нећеш, '74
- Бели Загреб, '76
- Загребу, '79
- Дал' памтиш још, '84
- Загребачке ноћи (Вече Универзијади у част), '85
- Кај сам штел рећи, '86
- Опрости ми душо, '88
- Живим због љубави, '90
- Твоја мала рука, '94

Југословенски избор за Евросонг:
- Пјесма о животу, треће место, Љубљана '61
- Алија, друго место, Загреб '62
- Њен први плес, Трбовље '64
- Наш растанак, Загреб '69

Славонија, Славонска Пожега:
- Кукурузи се њишу, '69
- Сусрет, '70
- Ту је мој дом, '71
- Ноћни сонет, '75
- Да сам мисец, дико ој, '76

Крапина:
- Мужикаши  / Загорска клет (алтернација са Елвиром Воћа), победничка песма, '66
- Там' ми је срце / Вужги, '67
- Кај се змислиш, '68
- Имал сам те рад, '69
- Дај отпри облочец, '70
- Јесен, '71
- Сења, '73
- Лублени мој крај, '74
- Ден се буди, '75
- Играјте ми, '76
- Подравина, '77
- Нигдар позаблена, '78
- Там, '79
- Гда ванчице цвету, '80
- Нигдар га више, '82
- Полек хиже расел је храст, '83
- Лепе ти је, '84
- Бреги, бреги, '85
- Бела кула, '86
- Кај ми је знамен, '87
- Загорје, '88
- Попевка за кај, '89
- Груда домача, '90
- Кушлец и Рожа, '91
- Најдража ми реч, '92
- Под кервавим хорацким небом, '93
- Керф, '95
- Неиспуњене желе, '96
- Попевка за спомен, '97

Мелодије Истре и Кварнера:
- Прича о мору / У Новом на плажи, '66
- Кад' се дома врнем, '71
- Лилиана / Бабине милошчице (дует са Тонијем Кљаковићем), '72
- Кад' год на море дојден / Младост (дует са Младеном Козјаком), '73

Фестивал пјесме Подравине и Подравља, Питомача:
- Живљење, '97